# Stade de ski de Birkebeineren
Le stade de ski Birkebeineren est un site de ski de fond et de biathlon situé à Lillehammer, en Norvège. Il a notamment accueilli des épreuves lors des Jeux olympiques d'hiver de 1994 et des Jeux olympiques de la jeunesse d'hiver de 2016.

## Historique
L'emplacement du site est décidé en janvier 1990. La construction du site a été financée par le budget olympique et par une subvention de l’État pour la jeunesse et les sports, pour un montant total de 81 millions de couronnes norvégiennes. Les travaux de construction commencent au début de l'année 1991 et durent jusqu'à l'automne 1993. Après les modifications apportées pour accueillir les épreuves des Jeux paralympiques, le montant final s'élève à 83,6 millions de couronnes.

## Description
Le stade de ski Birkebeineren est situé à 7 kilomètres à l'est de Lillehammer, à une altitude d'environ 485 mètres. Il se compose en réalité de deux stades, l'un pour le ski de fond, pouvant accueillir 31 000 spectateurs, l'autre dédié au biathlon, d'une capacité totale de 13 000 places. La superficie totale couverte par les deux stades s'élève à 200 000 m2.